# جامعة بوينس آيرس
جامعة بوينس آيرس (بالإسبانية: Universidad de Buenos Aires)‏ هي كبرى جامعات الأرجنتين، وثاني أكبر جامعة في أمريكا اللاتينية من حيث عدد الطلاب. تأسست قي مدينة بوينس آيرس في 12 أغسطس 1821، وتتكون من 13 قسمًا و6 مستشفيات و10 متاحف، وترتبط بها أربع مدارس عليا هي كلية بوينس آيرس الوطنية (بالإسبانية: Colegio Nacional de Buenos Aires)‏ ومدرسة كارلوس بلغريني العليا للتجارة (بالإسبانية: Escuela Superior de Comercio Carlos Pellegrini)‏ والمعهد الحر للتعليم الثانوي (بالإسبانية: Instituto Libre de Segunda Enseñanza)‏ ومدرسة التعليم التقني المهني في مجال الإنتاج الزراعي والغذائي.
خرج من جامعة بوينس آيرس عدد من الحاصلين على جائزة نوبل أكبر مما خرج من أي مؤسسة تعليمية أخرى ناطقة بالإسبانية (أربعة فائزين). وهي الآن أعلى الجامعات الأرجنتينية تصنيفًا في تصنيف الجامعات والكليات، حيث احتلت المركز 197 بين أفضل الجامعات سنة 2008، كما وقعت بين المركزين 151 و200 في تصنيف جامعة شانغهاي جياو تونغ سنة 2010.

## من مشاهير الخريجين
- تشي غيفارا: زعيم ثوري.
- خوليو كورتاثر: كاتب.
- لويس مورينو أوكامبو: محام وقانوني. عمل كبيرًا لمدعي المحكمة الجنائية الدولية.

حصل على جائزة نوبل من أساتذة وخريجي الجامعة:
- كارلوس سافيدرا لاماس (جائزة نوبل في السلام، 1936)
- برناردو هوساي (جائزة نوبل في الطب، 1947)
- لويس فيديريكو لولوار (جائزة نوبل في الكيمياء، 1970)
- أدولفو بريز إيسكيبل (جائزة نوبل في السلام، 1980)
- سيزار ميلشتاين (جائزة نوبل في الطب، 1984)

## معرض الصور

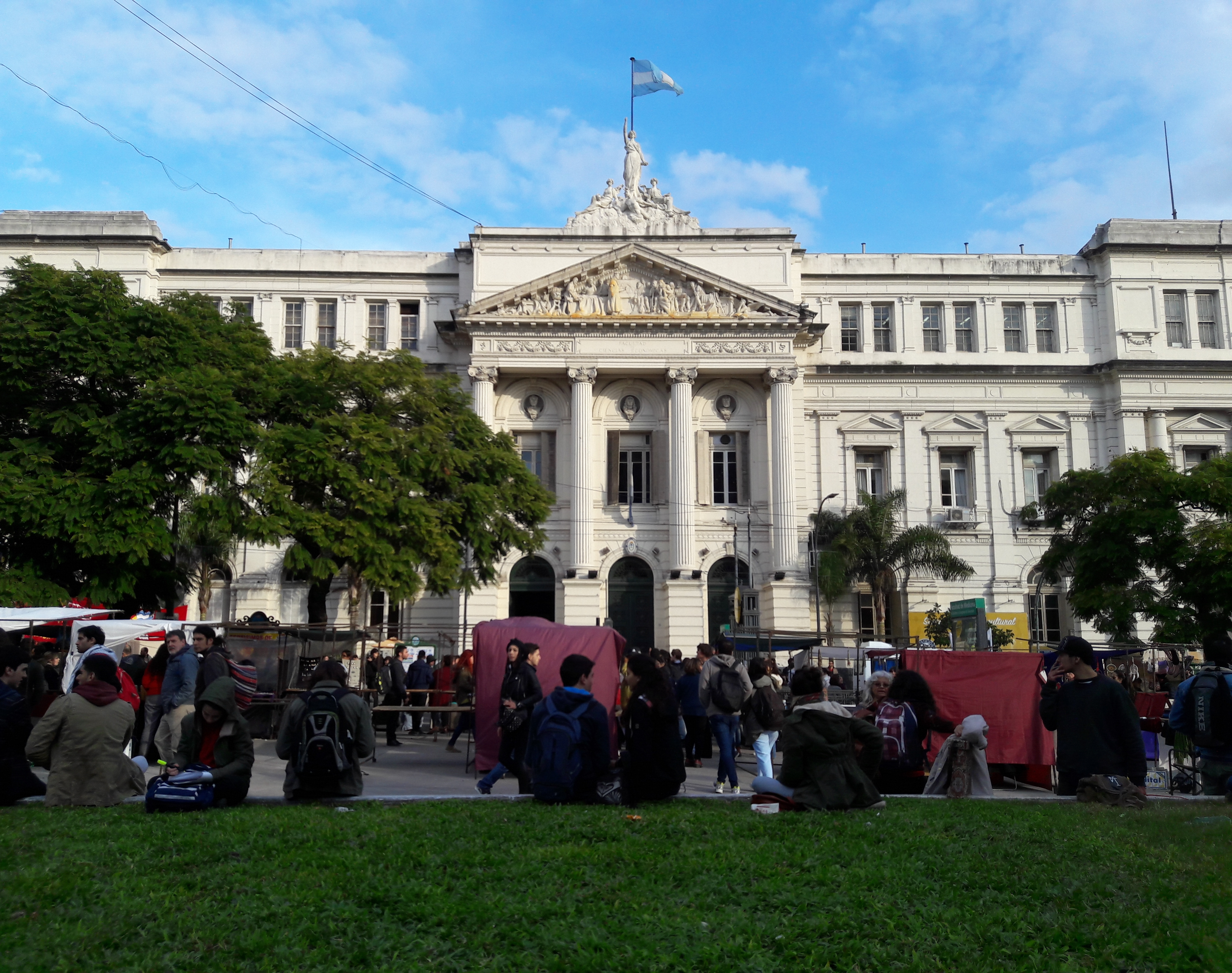
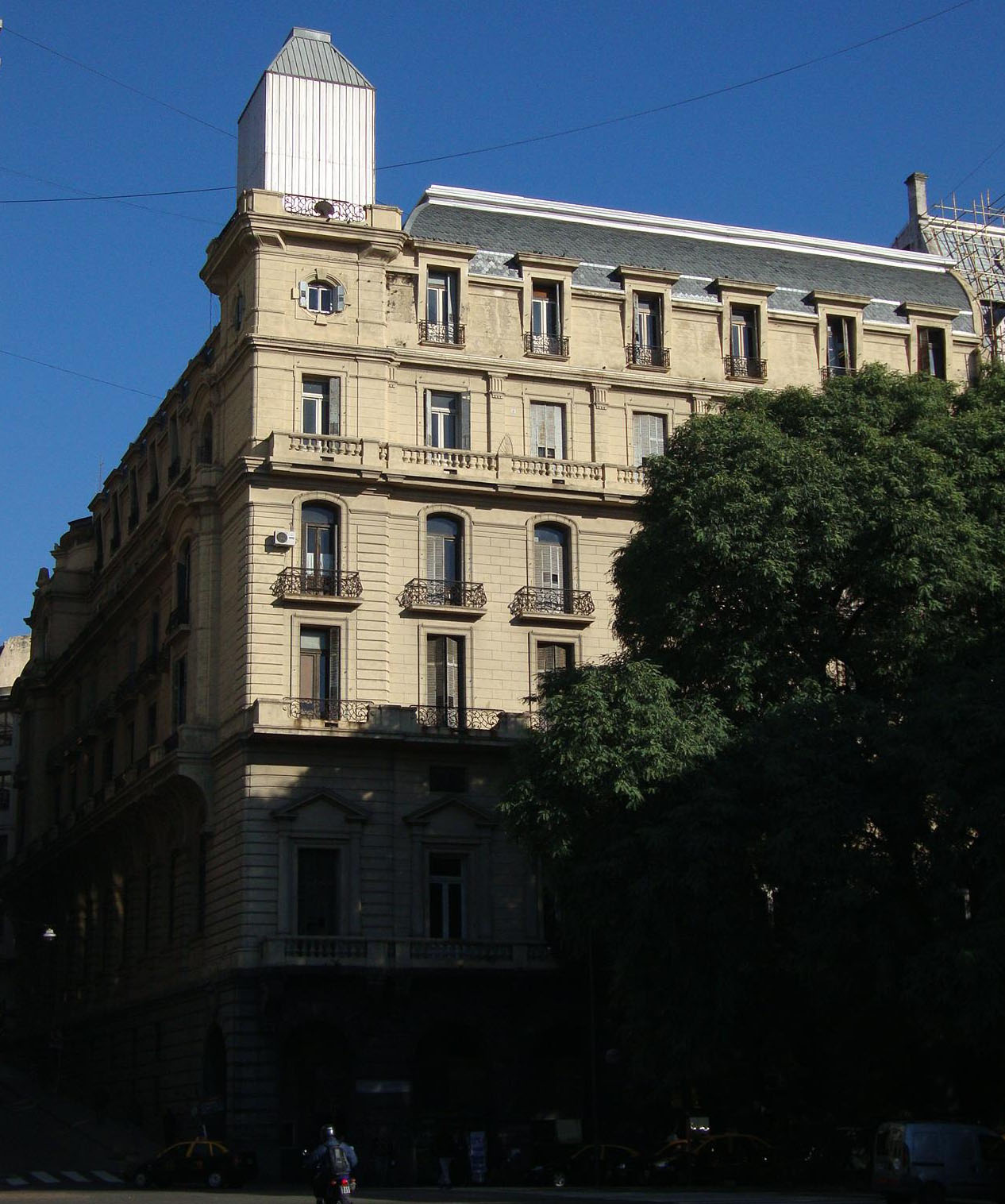
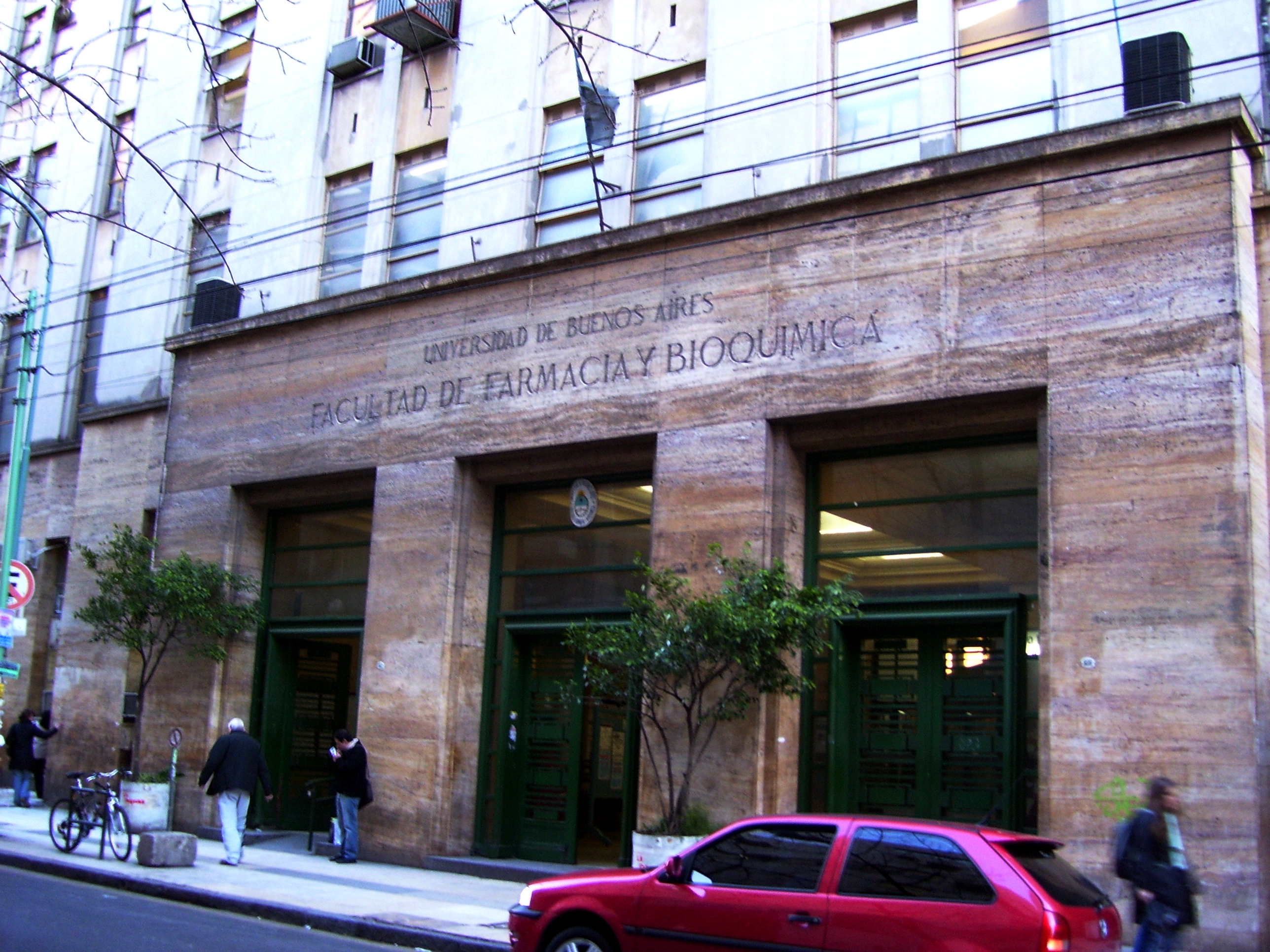
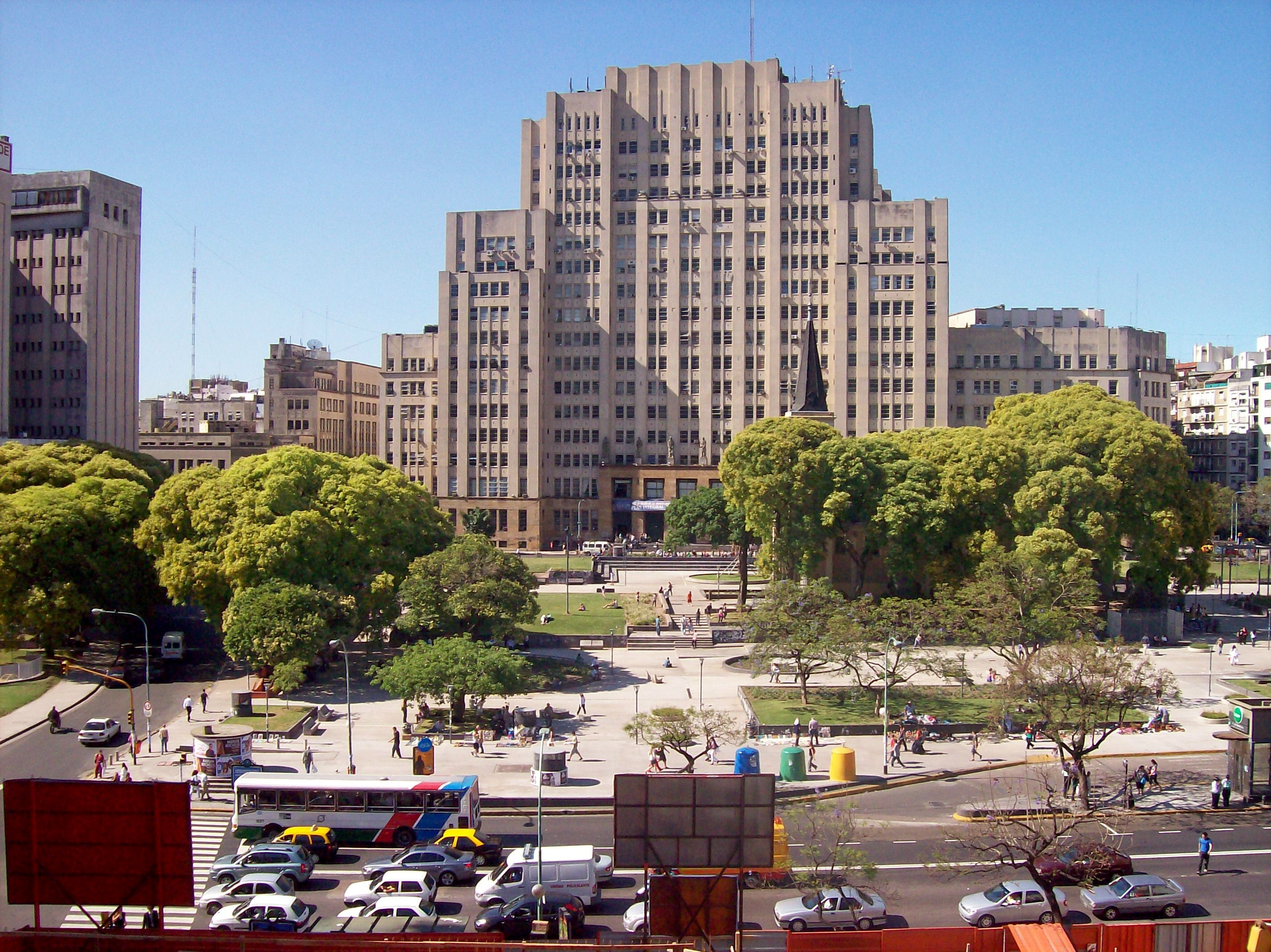
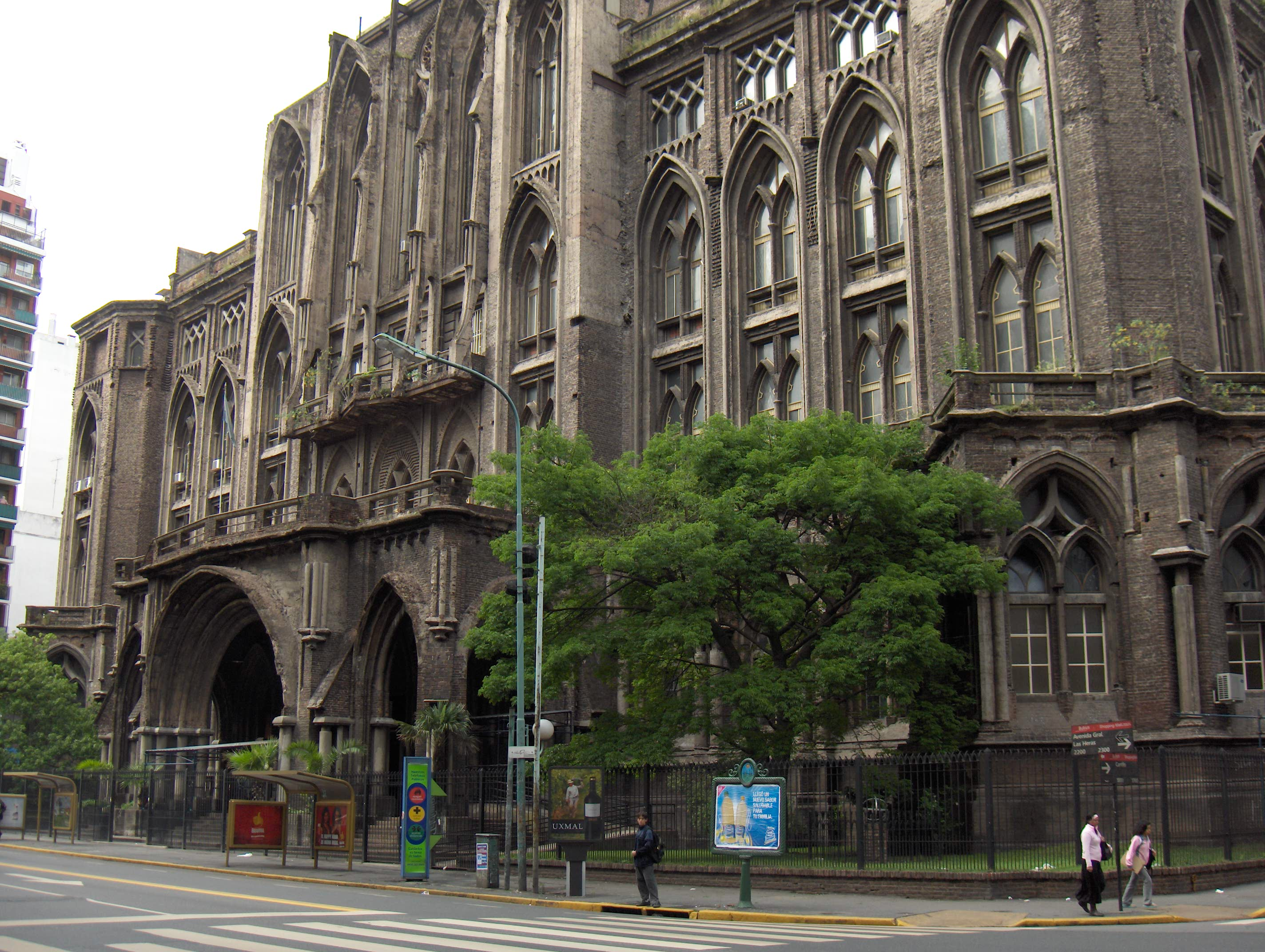

## وصلات خارجية
- الموقع الرسمي للجامعة (بالإنجليزية) (بالإسبانية)